# Union des travailleurs de la Barbade
Pour les articles homonymes, voir BWU.
L'Union des travailleurs de la Barbade (en anglais : Barbados Workers' Union, BWU) est une confédération syndicale barbadienne fondée en 1941. Elle est affiliée à la Confédération syndicale internationale et à la Confédération syndicale des travailleurs et travailleuses des Amériques. 